# المناخة (المدينة المنورة)
المَنَاخَة، أحد أحياء المدينة المنورة، تقع غربي المسجد النبوي من ثنية الوداع (الشامية) شمالاً إلى بداية قربان جنوباً. كان القسم الشمالي منها ميداناً للتدرب على ركوب الخيل والرماية، وكان الرسول يحضر بعض المرات ويحض المتدربين على أن يجودوا، ويسابق بينهم أحياناً. وقد بني في موقع السباق مسجد سمي مسجد السبق. وفي قسمه الثاني اختط رسول الله للمسلمين السوق في السنوات الأولى من الهجرة ليخلصهم من سيطرة اليهود على الأسواق الأخرى، وقال: هذا سوقكم فلا يضيق ولا يؤخذ منه خراج. وكانت السوق مكشوفة ليس فيها بناء، يحضر التجار إليها صباحاً، ومن سبق إلى الموقع وضع بضاعته فيه ويتاجر إلى نهاية اليوم حيث يحمل متاعه ليعود في اليوم الثاني. وفي عهد الخليفة الأموي هشام بن عبد الملك بني في منطقة السوق بناء كبير ونظمت فيه الدكاكين ليكون سوقاً ثابتاً. ولكن أهل المدينة هدموا البناء إثر وفاة هشام. وفي العهود المتأخرة بني مرة ثانية واستثمره بعض المستفيدين، وفي فترة الحرب العالمية الأولى حوصرت المدينة فهدم فخري باشا السوق. بعد ذلك قام حي سكني في المنطقة لقربها من المسجد النبوي وبقيت فيه في الدور الأرضي من مساكنه دكاكين ومعارض تجارية ثم أزيلت في مشروع تحسين المناطق المحيطة بالمسجد النبوي، وحفر على امتداد المنطقة نفق للسيارات يصل بين طريق سيد الشهداء شمالاً وأول منطقة قربان جنوباً، وستبقى ساحة المناخة وامتداد السوق القديم ممراً للمشاة ولخدمة المسجد النبوي.

## سبب التسمية
أخذت اسمها من مناخ الجمال، وهو المكان الذي يُنيخ فيه الجمالون جمالهم فيه، وهذا المسمى معروف في دولة الكويت، وتقع المناخة في غرب المدينة المنورة ممتدة من الجنوب إلى الشمال.

## المناخة والاحياء
ساحتان في المدينة كانتا تسميان بالمناخة، الأولى هي الساحة الواسعة التي كان يخترقها الشارع الكبير الذي يصل شمال المدينة بجنوبها، والأخرى التي كانت تقوم على الأرض المحصورة بين مدخل حوش «منصور» من جهة منزل «آل مشرف» وبين سوق بيع اللحم والخضار الذي كان يطلق عليه أهل المدينة اسم «الخان» وهو سوق حديث، أما السوق القديم؛ فلقد كان موضعه أمام مبنى الخالدية إدارة الشرطة سابقاً، وهذه المناخة الأخيرة صغيرة جداً.

## انظر ايضاً
- المدينة المنورة
- حارة أجياد

## وصلات خارجية
- سوق المدينة (المناخة) أسسه رسول الله صلى الله عليه وسلم وتمت المحافظة على المكان فترات طويلة.
- إحياء سوق «المناخة» التاريخي بالمدينة المنورة.